# 덴마크 철도박물관

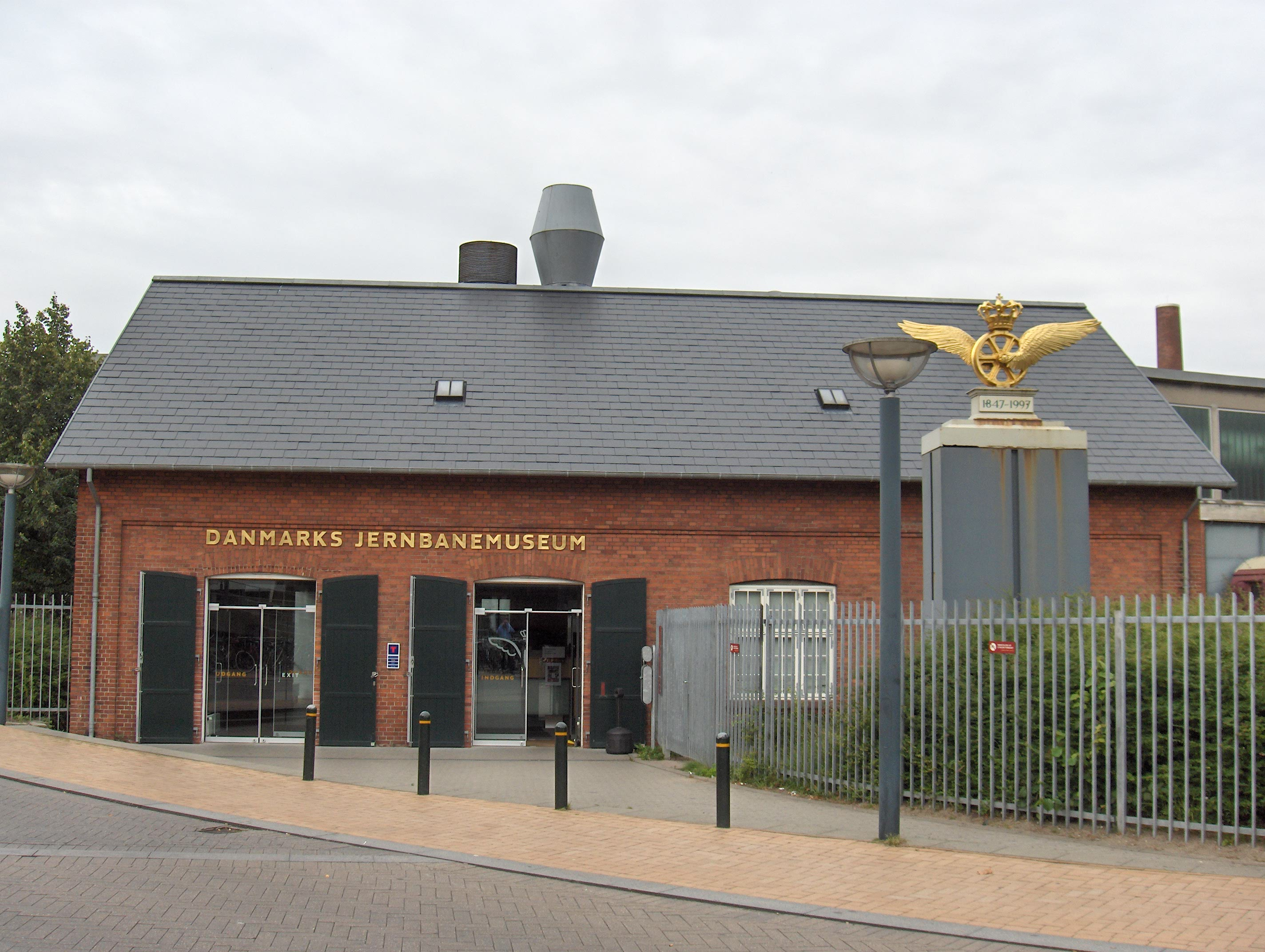
덴마크 철도박물관

덴마크 철도박물관(덴마크어: Danmarks Jernbanemuseum)은 덴마크 오덴세에 있는 철도 박물관이다.

## 설립
덴마크의 국립 철도 박물관으로써 1975년에 개관했다.
과거 오덴세의 중앙 철도 역사에 붙어 있던 기관차고를 박물관으로 개조했다고 한다.

## 소개
전시관의 전체 면적은 약 10,000 제곱 미터에 이르며,
50여 대의 기관차와 철도 객차, 20개의 선로, 덴마크 철도의 실제 건물 등 덴마크의 철도 역사를 보여주는 다양한 자료들이 전시되어 있다.

## 같이 보기
- DSB (기업)